# 2075 Martinez
2075 Martinez eller 1974 VA är en asteroid i huvudbältet som upptäcktes den 9 november 1974 av Félix Aguilar-observatoriet. Den är uppkallad efter astronomen Hugo Martinez.
Asteroiden har en diameter på ungefär 6 kilometer.